# ولاية شليم وجزر الحلانيات
ولاية شليم وجزر الحلانيات   هي إحدى ولايات محافظة ظفار وهي أكبر ولاية في سلطنة عمان من حيث المساحة تقع على بعد 310 كم من صلالة. تقع فيها 3 نيابات وهي الشويمية وديميت وجزر الحلانيات (أربع جزر تقع في بحر العرب)  ومركزين إداريين شربثات وكوبوت فيها مخزون كبير من النفط حيث تقع فيها حقول نفط عملاقة كريم الغربي والشرقي وامل ومرمول وهرويل وثروة بحرية كبيرة. وتوجد بها شجرة اللبان بكثرة ومقومات سياحية فريدة كونها تجمع البيئات الثلاث بحرية وجبلية وصحراوية وأماكن أثرية في وادي انظور، وادي عدونب إضافة إلى ادي فغارة.

## النيابات والقرى
- ولاية شليم.عدد سكانها 1500
- نيابة الشويمية. عدد سكانها 800
- نيابة شربثات.عدد سكانها 120
- فتخيت. عدد سكانها 100
- وادي عارة. عدد سكانها 300
- كوبوت.عدد سكانها 500
- محويس.عدد سكانها 150
- زخر سكانها. عدد سكانها250
- جزر الحلانيات عدد سكانها 600

تعداد ( 1993)

## تنوع البيئة
تختلف ولاية شليم وجز الحلانيات عن مثيلاتها من ولايات محافظة ظفار فهي الولاية الوحيدة التي تجمع ما بين البئيات الثلاثة: البيئة الصحراوية التي تحتل المساحة الأكبر من الولاية وتوجد بها حقول النفط حيث تختزن هذه البيئة كميات هائلة من مخزون سلطنة عمان النفطي وتقدر بمليارات البراميل.
كما توجد البيئة الساحلية المطلة على بحر العرب على طول أكثر من 300 كم ويتميز هذا الساحل بوجود مساحات شاسعة من الشواطئ الرملية الناعمة والتي يمكن استغلالها لأغراض سياحية ومن مميزات هذا الساحل هو تواجد كميات كبيرة من الثروة البحرية كالاسماك والشارخة والصفيلح النادر.

## الفنون الشعبية
تشتهر ولاية شليم شأنها شأن مناطق البادية العمانية بالعديد من الفنون التقليدية المرتبطة بحياة البدوي، كالتغرود وحداء الإبل، وما يعرف محليا بالرزحه ويوله وبالهبوت و فن الطبل المشهور في محافظة ظفار، وفن النعيش وهو معروف في دول الخليج العربي.

## جزر الحلانيات
وهي عبارة عن خمس جزر وهي بالترتيب من الغرب إلى الشرق:جزيرة السودة، وجزيرة الطيور، والحاسكية، والقبلية، والحلاّنية وتعد أكبر الجزر وتبعد عن ساحل حاسك بمسافة 50 كم، كما تبعد عن صلالة عاصمة محافظة ظفار 220 كم، وتحوي الجزيرة بعض المواقع الأثرية القديمة.
وتتميز هذه الجزر بالتنوع التضاريسي الهائل من الصحاري والمرتفعات والجزر والعيون والخلجان والرؤوس البحرية، كما وتأوي مجموعات كبيرة من السلاحف والطيور.
عُرفت الجزر منذ قديم الزمان باسم جزر خوريا موريا، وهي جزر عربية توجد في القارة الآسيوية، وفي شبه الجزيرة العربية، وتحديداً في سلطنة عُمان، وتتبع إدارياً إلى محافظة ظفار، وتتألف من خمس جزر البعض منها مأهول بالسكان، والبعض الآخر غير مأهول بالسكان.
 التاريخ 
التاريخ تنازل السلطان العماني خلال عام 1854 م لمصلحة المملكة المتحدة البريطانية عن الجزر؛ وذلك لكي يقيم البريطانيون محطة اتصالات بواسطة التلغراف، وبعد ذلك ضمت بريطانيا الجزر بشكل مباشر إلى محمية عدن، وبقيت على هذا الحال حتى عام 1963 م، وذلك بعدما نقلت بريطانيا سلطاتها الإشرافية عليها إلى القائم السياسي على دول الخليج العربي، والذي كان يقيم في ذلك الوقت في مملكة البحرين. استعادت سلطنة عُمان السلطة الإدارية على الجزر في يوم 30 نوفمبر عام 1967 م، وفي ذلك حين غُير اسمها إلى كوريا موريا؛ إلّا أنّ هذا الاسم لم يطل كثيراً؛ حيث استرجعت اسمها القديم والحالي السلطان قابوس

## الجزر
تصل مساحة الجزر الإجمالية إلى 28 ميلاً مربعاً، وجميع هذه الجزر تقع إحداثياتها على خط الاستواء على خط عرض 17.30 درجة باتجاه الشمال، وفي الآتي جزر الحلانيات مرتبة وفق وجودها الجغرافي من الركن الغربي المعروف بالساحل العماني وحتى الركن الشرقي:
- السوده: سميت بهذا الاسم للكناية عن اللون الأسود، كما تُعرف أيضاً باسم جزيرة الطيور؛ وذلك لأن الطيور تكثر فيها عندما يعم الهدوء أرجاء الجزر، ولهذا السبب استخدمت كمنتجع فندقي سياحي.
- الحاسكية.
- القبلية: تضم الجزيرة مجموعة متنوعة من الأسلحة القديمة التي لا تستعمل في الوقت الراهن.
- الحلاّنية: تعتبر واحدة من أكثر الجزر أهمية من مختلف الجوانب، وتبعد مسافة قدرها 80 كيلومتراً عن ساحل حاسك، وتصل مساحتها الإجمالية إلى 22 ميلاً مربعاً، وتنحصر إحداثياتها على خط الاستواء بين خط عرض 17.30 درجة باتجاه الشمال، وبين خط طول 56 درجة باتجاه الشرق.

ما يميز هذه الجزر بأنها ذو تنوع كبير من حيث التضاريس؛ إذ توجد فيها مناطق صحراوية، ومرتفعات، وعيون حارة، وخلجان، وشواطئ، وأكثر ما تشتهر به هو تنوعها البيولوجي؛ حيث إنّها تحتوي على العديد من الحيوانات أمثال (الطيور، والأغنام، والسلاحف البحرية، والأسماك).